# Klaus-Dieter Kurrat
Klaus-Dieter Kurrat, född den 16 januari 1955 i Nauen, Brandenburg, är en östtysk friidrottare inom kortdistanslöpning.
Han tog OS-silver på 100 meters-stafetten vid friidrottstävlingarna 1976 i Montréal. 